# 協同教學
協同教學（Team teaching）是一種教學組織型式，在兩個以上教師的合作下，負責擔任同一群組學生的全部教學或其主要部分。

## 方法

### 班級班群
增派一個教師歸屬在一個班級裡，和班導師共組教學班群的方式。若是沒有增派教師，則教務或特教班導師，甚至圖書館員、地方義工等也可以加入教學群。此種方式以班級導師為主導，再另外增加教學助理員來提供支援。 
研究者認為以目前國內國小教師編制而言，增派一個教師歸屬在一個班級裡頗有難度，除非是實習教師的分派，但此現象並非所有班級的常態情況。

### 學年班群
以同學年的教師組織起來做跨班級性的指導，即莊秀貞(1977)所提出相關科目的分組教學，以一學年為單位，打破班級的界限進行分組教學活動，不同的科任教師可分別擔任不同年級的協同教學教師。此組織模式對傳統包班制的教師組織變動較小，班級教室緊鄰、任教年級相同，平時便多有接觸機會，所以目前許多學校便採此種模式來組成協同團隊，如高雄市港和國小、民權國小即採用之此種學年班群教學團模式。

### 複數學年班群
當人員不是很充裕的情況下，由不同年級的教師組成教師群，有時也可能需要校長或教務主任的協助，而加派老師的角色也可以是科任教師或家長義工。研者認為以目前國內國小教師排課情形而言，每位教師皆有固定分配之授課節數，其他有限的空堂時間必須準備教材、批改作業及處理行政業務，所以要加派教師參與教學在實際層面有諸多困難。

### 全校班群
此模式需要充裕的時間做全校性綜合學習或無學年制的學習，而增派教師也會加入教師群中。研究者認為此種模式要在現行的國小教育體制內實行難度較高，必須將全校各年級的教材做縱向及橫向的統整。

## 步驟
林志忠認為實施協同教學的具體步驟有下列七個階段：
1. 配合學校本位課程和課程統整的方式，來決定協同教學的方式。
2. 與教師和家長進行理念的溝通。
3. 組織教學群。
4. 訂定教學群規劃
5. 規劃協同教學設計。
6. 進行教學與評量工作。
7. 進行課程與教學評量。

## 外部連結
- 教學議題